# Castigo de ajoelhar no milho
Castigo de ajoelhar no milho era um antigo castigo aplicado na escola pelos professores aos alunos e em casa pelos pais aos filhos.
O castigo consistia em ordenar que a criança a ser punida se ajoelhasse com os joelhos nus sobre grãos de milho cru. Para além de uma elevada humilhação o castigo produzia dor muito intensa, pungente e localizada e deixava graves vestígios na pele dos joelhos, tais como hematomas profundos e, se a duração do castigo fosse elevada, feridas abertas.
O castigo de ajoelhar no milho foi abandonado pois, para além da sua elevada penosidade (sendo por muitos considerado um castigo desumano), podia produzir danos de difícil tratamento ou mesmo danos permanentes, tais como: lesão do menisco, petéquias, derrames, constrição de vasos sanguíneos ou lesão de músculos, articulações ou nervos.
Embora de caráter menos penoso (mas ainda assim doloroso) e menos perigoso (mas igualmente humilhante), o castigo de ajoelhar (no chão, sem ser sobre milho) foi muito mais usado, quer na escola, quer em casa. Veio a cair também em desuso, ao contrário do castigo de permanecer em pé (menos humilhante e menos penoso), que ainda hoje é muito utilizado (mais na escola do que em casa).
Ao expulsar os jesuítas de Portugal e de suas colônias, em 1760, o Marquês de Pombal pôs fim à principal forma de educação vigente no Brasil. O alvará assinado pelo rei de Portugal e aplicado no Brasil, introduziu normas punitivas a professores e alunos - nestes últimos, podia-se aplicar castigos físicos como palmatória e ajoelhar-se no milho.
Há quem use a prática como forma de chamar atenção, do público e da mídia, em um protesto.

## Na cultura popular
Em Gabriela, Cravo e Canela de Jorge Amado, a Madre Superiora obriga a personagem Gerusa a se ajoelhar no milho. Na telenovela Chiquititas (SBT, 2013), Matilde também obriga Mili, Mosca, Bia e Pata a se ajoelharem no milho.